# اردوگاه الدهیشه
اردوگاه الدهیشه (عربی: مخيم الدهيشة) یک اردوگاه پناهندگان فلسطینی است که در جنوب بیت لحم در کرانه غربی واقع شده‌است. مساحت کمپ ۱٫۵ کیلومترمربع است. طبق گزارش دفتر مرکزی آمار فلسطین در اواسط سال ۲۰۰۶، جمعیت این اردوگاه ۹۳۹۹ نفر بود.
اردوگاه به عنوان یک اردوگاه موقت برای ۳۴۰۰ پناهنده فلسطینی تأسیس شد که در اصل از ۴۵ روستای غرب بیت‌المقدس و الخلیل بود که در طول جنگ ۱۹۴۸ خانه‌هایشان را ترک کردند. در ابتدا پناهندگان در چادر زندگی می‌کردند اما در حال حاضر در خانه‌ها زندگی می‌کنند. کمبود آب در تابستان وجود دارد.

## تاریخچه

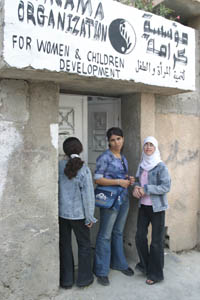

اردوگاه الدهیشه در سال ۱۹۴۹ در مساحتی برابر با ۴۳۰ هزار مترمربع در داخل بیت لحم در کرانه غربی تأسیس شد. ساکنان روستا در بیش از ۴۵ روستای غرب بیت‌المقدس و هبرون زندگی می‌کنند. الدهیشه یکی از اردوگاه‌های موقت بود که یک راه حل موقت بشردوستانه برای مسکن پناهندگان فلسطینی بود. در پایان دهه ۱۹۵۰، آژانس کمک‌رسانی و کار سازمان ملل (UNRWA) شروع به ساخت واحدهای مسکونی ساده کرد: یک اتاق ۱۰ مترمربع، یک سقف فلزی و یک طبقه بتونی. در طول سالها، پناهندگان خانه‌های بیشتری را توسط UNRWA ساخته‌اند.
در جریان اولین خیزش، ارتش اسرائیل یک حصار امنیتی در اطراف اردوگاه و یک میدان فلزی در ورودی اصلی را برای جلوگیری از پرتاب سنگ‌ها در وسایل نقلیه اسرائیل که در جاده اصلی اورشلیم-هبرون قرار داشت، ساختند. این دیوار تا سال ۱۹۹۵ زمانی که اردوگاه تحت کنترل دولت فلسطین قرار گرفت باقی مانده بود.
در سال ۱۹۹۵، ساکنان اردوگاه کمیته اردوگاه را تشکیل دادند که اکنون کمیته فعال در کمپ‌های پناهندگان کرانه باختری است.
در سال ۱۹۹۷، UNRWA یک مدرسه دخترانه جدید تأسیس کرد و از سوی آژانس کمک بین‌المللی ایالت متحده کمک‌های مالی دریافت کرد.

## خواهرخوانده
شهر مونتاتیر خواهرخواندهٔ اردوگاه الدهیشه هست.